# 前370年
| 千纪： | 前1千纪 |
| 世纪： | 前5世纪 \| 前4世纪 \| 前3世纪 |
| 年代： | 前400年代 \| 前390年代 \| 前380年代 \| 前370年代 \| 前360年代 \| 前350年代 \| 前340年代 |
| 年份： | 前375年 \| 前374年 \| 前373年 \| 前372年 \| 前371年 \| 前370年 \| 前369年 \| 前368年 \| 前367年 \| 前366年 \| 前365年                                                                      |
| 纪年： | 周烈王六年 魯共公十三年 田齊桓公五年 晉孝公十九年 趙成侯五年 魏武侯二十六年 韓共侯四年 秦獻公十五年 楚肅王十一年 宋桓公 (戰國時期)三年 衛聲公三年 燕後桓公三年 越王無余三年 中山桓公十一年 |

## 大事记
- 魏惠王即位
- 田齊桓公朝見周烈王。
- 趙伐齊，至鄄。
- 魏敗趙於懷。
- 田齊桓公召即墨大夫，語之曰：「自子之居即墨也，毀言日至。然吾使人視即墨，田野辟，人民給，官無事，東方以寧。是子不事吾左右以求助也。」封之萬家。召阿大夫，語之曰：「自子守阿，譽言日至。吾使人視阿，田野不辟，人民貧餒。昔日趙攻鄄，子不救；衛取薛陵，子不知。是子厚幣事吾左右以求譽也。」是日，烹阿大夫及左右嘗譽者。於是群臣聳懼，莫敢飾詐，務盡其情，齊國大治，強於天下。
- 楚肅王薨，弟楚宣王良夫立。
- 宋辟公薨，子宋剔成立。
- 底比斯伊巴密濃達首次進侵伯羅奔尼撤，重創了斯巴達的經濟根基與威信。

## 出生
- 克拉特魯斯（約公元前370年—前321年），亞歷山大大帝麾下一名大將及繼業者之一。

## 逝世
- 魏武侯，中國戰國時魏國統治者。
- 楚肅王，中國戰國時楚國統治者，楚悼王子。